# Liptena gabunica
Liptena gabunica är en fjärilsart som beskrevs av Henry Stempffer 1974. Liptena gabunica ingår i släktet Liptena och familjen juvelvingar. Inga underarter finns listade i Catalogue of Life.